# ビッペン
ビッペン (ドイツ語: Bippen) は、ドイツ連邦共和国ニーダーザクセン州オスナブリュック郡北西部のザムトゲマインデ・フュルステナウを構成する町村（以下、本項では便宜上「町」と記述する）である。

## 地理

### 位置
ビッペンはアンクム高地の北部に位置し、北東はアルトラントと、西はエムスラント郡と接する。

### 気候
北海からの湿った北西風の影響を受ける温帯海洋性気候である。メルツェンの年間平均気温は 8.5 - 9.0 ℃、年間降水量は約 700 mm である。5月から8月までの間に平均 20 -25日の夏日がある。

### 隣接する市町村
ビッペンは、北はベルゲ、東はエッガーミューレン、南はフュルステナウ、西はエムスラント郡のアンダーフェンネ、ハントルプ、ヴェットルプと境を接する。

### 自治体の構成
この町を構成する地区は以下の通り:
- ビッペン
- ダルム
- ハルトラーゲ＝ルレ
- クライン・ボーケルン
- ロンナーベッケ
- オールテ
- オールターメルシュ
- フェヒテル
- レストルプ
- ハーネベルク＝ブロックハウゼン

## 歴史
19世紀に、ダルム地区に縄目文土器文化、すなわち単葬墓文化の副葬品が出土した。金属環のネックレスと極めて珍しい青銅製の斧であった。この付近にはダルム巨石墓もある。1993年に900年祭（1093年にコルヴァイ修道院の文書に bipehem という表記で記録された）が挙行された。ビッペンは巨石文化街道のステーションとなっている。

### 町村合併
現在の自治体ビッペンは、1972年7月1日の地域再編の際に、それまで独立した町村であったビッペン、ダルム、ハルトラーゲ、クライン・ボーケルン、ロンナーベッケ、オールテ、オールターメルシュ、フェヒテルが合併して成立した。

### 地名
この町の地名の古い表記には以下のものがある: Bipeheim, Biphem, Bippehem, Bippehen, Byppehem, Bippen, Byphem, Bipham, Bypham, Byppen, Bipphe。ビッペンの由来は現在も明らかでない。後半部分は低地ドイツ語で「家、集落、村」を意味する hem にあたる。前半部分は、beben（地震）や bibbern（震える）に由来する可能性がある。揺れ動く台地への驚きが命名の由来かもしれない。こうした命名方法は決して珍しいものではない。ほかにもいくつかの村が土地の属性にちなんで命名されている。この他にも由来説が存在する（#福音主義教会の節参照）。

## 住民

### 宗教

#### 福音主義教会

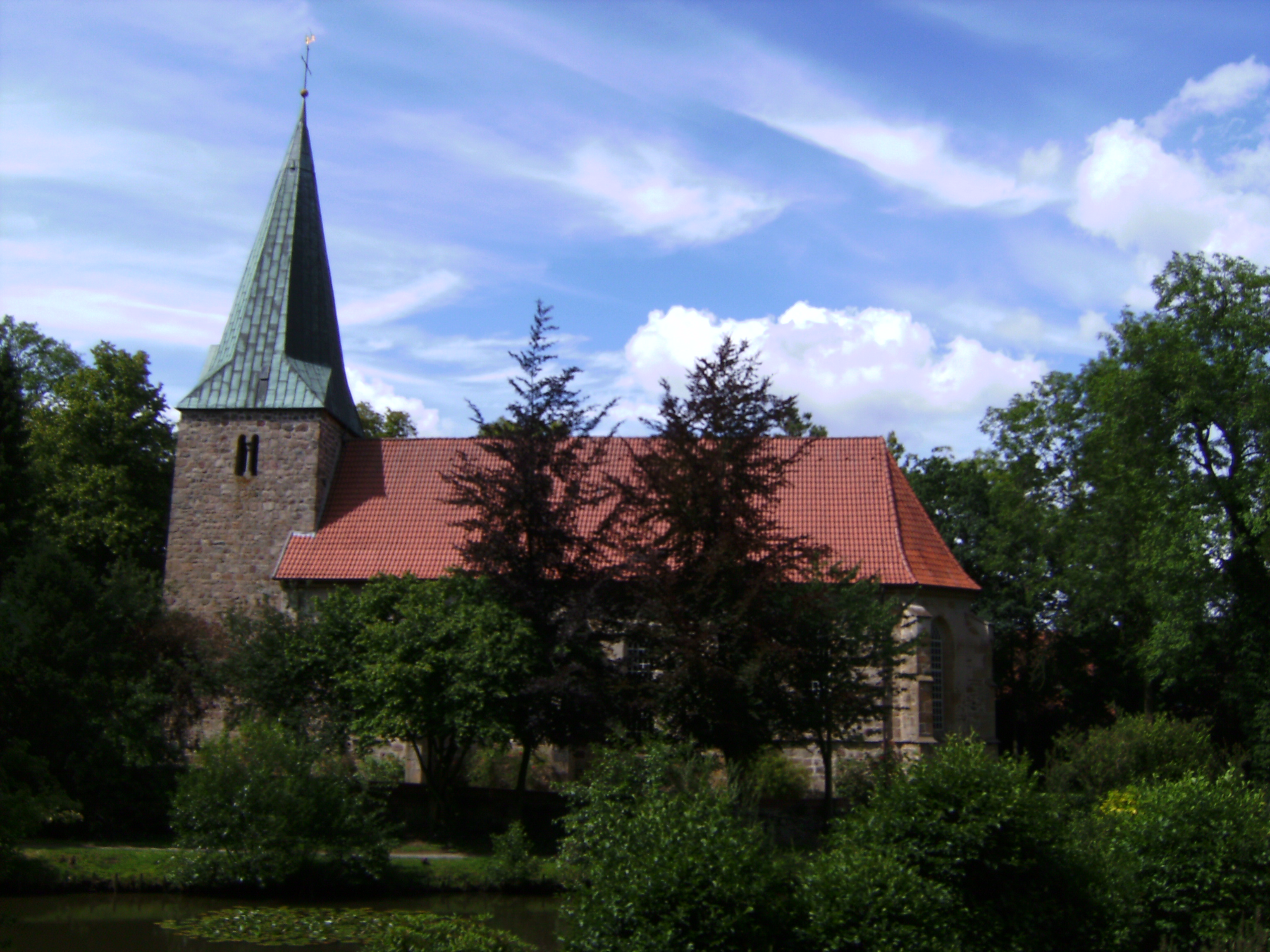
聖ゲオルク教会

ビッペンの歴史は聖ゲオルクス教会と密接に結びついている。この福音主義ルター派教会は、オスナブリュックカーラント北部地方で最も古い教会である。早くも855年にコルヴァイ修道院の保護下で教会が成立した。1000年までにこの町は近隣住民（ほぼ精確に現在のザムトゲマインデ・フュルステナウに対応する地域）の洗礼場所となっていた。洗礼の聖水について地名にも表されている。一説によればこの町の名前は bipehem =「感動的な泉の畔」に由来するとも言われる。
ロマネスク様式の先代の建物は現在も外観から識別できる（石積みの丸アーチ型窓、玄関）。教会塔は1245年に建造された。
この教会は1490年頃に東側に向かって拡張され、ゴシック様式の張間三間の長堂と多角形（八角形のうち5つの角が残る形で長堂と接続している）の内陣を有する外観となった。聖具室は1700年頃に増築された。
内部はロココ様式で、改造されることなく保存されている（1695年/1696年）。オルガンの共鳴体を兼ねる祭壇は、オスナブリュックのゲルハルト・ゲオルク・ヴェッセルが製作したものである（磔刑像、ペテロとパウロの使徒像、テトラグラム、ダヴィデ王）。
最も古い調度は洗礼盤である（1200年頃）。脇入り口のすぐそばにヴェッツリレがある。
ヘケーゼ、デーテン、ボックラーデン地区がビッペン福音主義教会区に属す。

### 人口推移
以下の表は、各年の12月31日時点での町域における人口を示している。
数値は、1987年5月25日の人口調査結果に基づくニーダーザクセン州統計およびコミュニケーション技術局の研究結果である。
1961年（6月6日）と1970年（5月27日）の数値は、1972年7月1日に合併した地域の人口を含む人口調査の結果である。
| 年   | 人口（人） |
| ---- | ---------- |
| 1961 | 2,728      |
| 1970 | 2,679      |
| 1987 | 2,591      |
| 1990 | 2,642      |
| 1995 | 2,965      |
| 2000 | 3,010      |
| 2005 | 3,065      |
| 2010 | 3,005      |
| 2011 | 3,005      |

## 行政

### 議会
この町の町議会は13議席で構成されている。町長はヘルムート・トルスドルフ (SPD) である。

### 姉妹自治体
- Paistu（エストニア、ヴィリャンディ県）

## 経済と社会資本

### 交通
連邦道 B402号線が町の南西部に位置するロンナーベッケおよびフェヒテル地区を通っている。

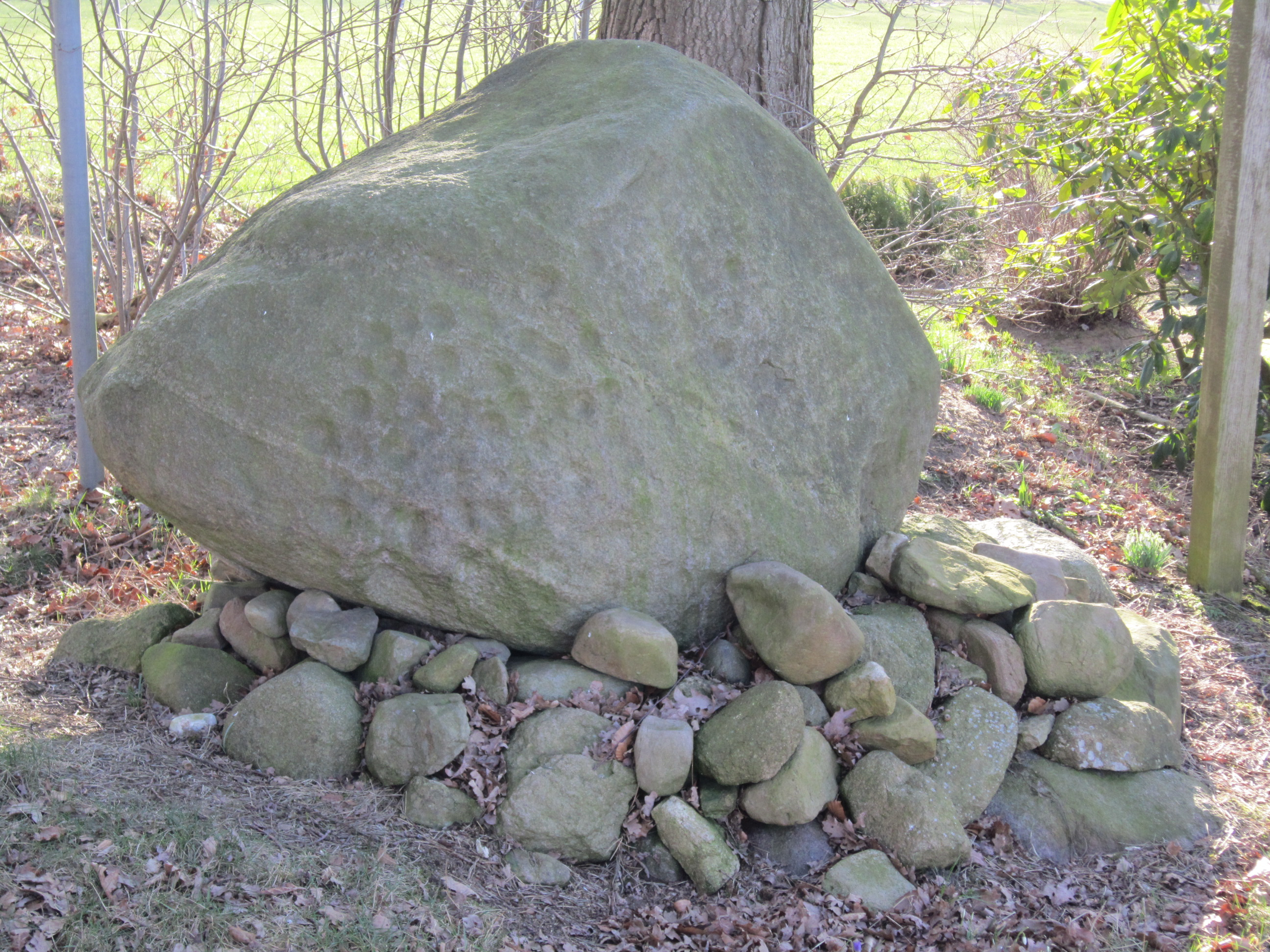
ネプフヒェンシュタイン

ビッペンは、エッガーミューレンからフュルステナウに至る巨石文化街道に面している。この街道から 100 m ほど離れたレストルプの私有地に「ネプフヒェンシュタイン」がある。この石は「ドイフェルス・シュタイン」とも呼ばれる。このほか、ビッペンはアルトラント＝ルートにも組み込まれている。
1996年以降、シュペレから北側の運行が停止された鉄道ライネ - クヴァーケンブリュック線の跡が町内を南西から北東に向かって延びている。ビッペンにあるこの路線の一部と駅はレールサイクルが楽しめるレジャー施設として利用されている。
軽便鉄道 リンゲン - ベルゲ - クヴァーケンブリュック線は1904年から1952年まで運行しており、オールテ、オールターメルシュ、フェヒテルに駅があった。フェヒテルの駅には軽便鉄道の列車の車庫があった。
オスナブリュク交通会社の定期路線バスがクヴァーケンブリュックおよびフュルステナウとの間を運行している。